# Medalla del Centenario de las Cortes de Cádiz

Medalla conmemorativa del Centenario de las Cortes de Cádiz, Constitución de 1812 y Sitio de Cádiz, condecoración española consistente en una medalla circular de cuyos lados sobresalen tres coronas cívicas y un ancla, puestas en cruz. En el anverso, la figura ecuestre del general Alburquerque, con la inscripción ALBURQUERQUE y los escudos municipales de Cádiz y San Fernando. El reverso muestra una alegoría de la Constitución —una matrona con las tablas de dicha ley— y la leyenda EXIRENUM  PROPUGNACULUM  HISPANIAE  AUTONOMICE  ·  CONSTITUCIÓN  POLÍTICA  DE  LA  MONARQUÍA ESPAÑOLA.

"A propuesta del Presidente de mi Consejo de Ministros, Vengo en decretar lo siguiente: Artículo 1.º Se declara condecoración oficial la Medalla conmemorativa del centenario de la Constitución de 1812 y sitio de Cádiz, creada por la Comisión del Centenario, y acuñada a tres centímetros de diámetro en oro, plata o bronce. Artículo 2.º Esta condecoración será otorgada a los descendientes de los héroes de la Independencia, y a cuantas personas hayan colaborado en las fiestas conmemorativas, concediéndola el presidente del Consejo de Ministros, a propuesta de la Comisión del Centenario, de la cual podrán solicitarla antes del 24 de septiembre del corriente año, quienes con derecho a usarla la deseen, y pasada dicha fecha, se concederá a propuesta de la comisión, para premiar servicios especiales prestados al mayor éxito y esplendor del centenario. Artículo 3.º Dentro de las condiciones del precedente artículo usarán la Medalla de oro los Miembros de la Familia Real Española, los Príncipes, Embajadores o Enviados especiales extranjeros, los Ministros de la Corona, los Senadores del Reino y Diputados a Cortes; los Generales del Ejército y de la Armada; los Prelados; los individuos de las Reales Academias; los Alcaldes de Cádiz y San Fernando; el Comisario Regio del Centenario; la Comisión ejecutiva del mismo; los Diputados provinciales y Concejales de Cádiz y su provincia; el Presidente y el Fiscal de la Audiencia; los Alcaldes de las poblaciones que principalmente se señalaron en la Jura de la Constitución y los descendientes de los Generales Alburquerque, Menacho, Valdés, Venegas, Lacy, Blake, Álava y Apodaca. Usarán la de plata los descendientes directos de los demás héroes del Sitio y Diputados de 1810 a 1812; todos los individuos de la Comisión Magna del Centenario; los Jefes y Oficiales del Ejército y de la Armada; los escritores y artistas, y los funcionarios públicos de categoría superior a Jefe de Negociado; y usarán la de bronce todas las personas que reuniendo las condiciones del artículo 2.º, no estén incluidas en las categorías anteriores. Artículo 4.º La Medalla se usará con pasador de oro o dorado y cinta de los colores nacionales y escarapela verde. Los descendientes de los héroes de la Independencia usarán la cinta de los colores nacionales con sólo una línea verde en el centro. Artículo 5.º Los certificados que acrediten el derecho a usarla estarán sujetos a la ley del Timbre: los correspondientes a Medalla de oro o de plata, en su artículo 28, y los correspondientes a Medalla de bronce, en su artículo 30.
Dado en Palacio a dieciséis de Julio de mil novecientos diez."
ALFONSO.
El Presidente del Consejo de Ministros,
José Canalejas.
Real decreto de 16 de julio de 1910

"La Junta nacional del Centenario de las Cortes de Cádiz, Constitución de 1812 y Sitio de Cádiz, ha acordado publicar las siguientes instrucciones para solicitar la concesión de la medalla conmemorativa de dicho centenario, declarada condecoración oficial por real decreto de 16 de julio último a fin de que lleguen a conocimiento de todos los que se consideren con derecho a obtenerla.
1.ª Las personas que pertenezcan a alguno de los cuerpos del Ejército o de la Armada, centros oficiales que dependan del estado, provincia o municipio, pueden solicitar la concesión de la medalla por medio de relaciones nominales autorizadas por el jefe principal del respectivo cuerpo, centro o dependencia oficial. En estas relaciones se hará constar: a) Empleo, cargo, categoría, etc., de los solicitantes. b) Nombres y apellidos de los mismos. c) Clase de medalla que les corresponda, con arreglo al real decreto de creación y juicio del jefe o autoridad que firme la relación. d) Si es o no descendiente de los héroes del sitio de Cádiz o legisladores de 1810 a 1812, indicándose la persona de quien descienden, con todos los detalles pertinentes al efecto, dejando al buen criterio del jefe o autoridad firmante el exigir los documentos que estime adecuados para acreditar tal extremo. Debiendo entenderse que tendrán derecho a la medalla de oro, con arreglo al artículo 3.º del citado real decreto, los descendientes de los generales Alburquerque, Menacho, Valdés, Venegas, Lacy, Blake, Álava y Apodaca, y a la de plata, con arreglo al párrafo 2.º de dicho artículo 3.º, los descendientes directos de los demás héroes del sitio, y diputados de 1810 a 1812. 2.º Las personas no mencionadas en el número anterior, bien porque no pertenezcan a ningún cuerpo militar, dependencia, centro del estado, diputación, municipio, etc., o bien que por cualquier circunstancia no fueran incluidas en las relaciones, podrán solicitar la medalla, si se consideran con derecho a ella, por medio de instancia en el papel correspondiente y dirigida al señor presidente de la Junta nacional, haciendo constar los datos ya mencionados. La descendencia se acreditará con los documentos adecuados que posean los interesados o les sea fácil adquirir, los cuales se devolverán, o, en último caso, con la manifestación de dos personas probas y de reconocida veracidad a juicio de la Junta, siendo una garantía para acreditar este extremo que el ascendiente figure en los documentos o datos históricos que se conservan de los hechos heroicos desarrollados durante el sitio de Cádiz o en la colección legislativa de las Cortes de 1810 a 1812, indicándose al efecto la obra y página. 3.º Todas las solicitudes y relaciones se dirigirán al excelentísimo señor presidente de la Junta Nacional del Centenario y se remitirán al Palacio del Congreso de los Diputados. 4.º Teniendo en cuenta las modificaciones que para solicitar y conceder la medalla establece el artículo 5.º del real decreto de 24 de agosto último, se prorroga hasta el 31 de diciembre del corriente año el plazo dentro del cual podrán presentarse las relaciones o solicitudes de concesión. 5.º De conformidad con lo dispuesto en el mismo real decreto no se admitirán donativos por colaboración pecuniaria ni derechos de ninguna clase, salvo los que determina la ley por el impuesto de Timbre para el certificado o diploma de la condecoración."
Junta Nacional del Centenario de las Cortes de Cádiz